# Dorygnathus
 Dorygnathus  (Gr. „Lanzenkiefer“) war eine Gattung langschwänziger Flugsaurier aus dem Unterjura, deren fossile Überreste man im Posidonienschiefer fand.
Carl Theodori beschrieb die ersten 1830 gefundenen Kieferteile und einzelnen Knochen als Ornithocephalus banthensis. 1860 erkannte der Zoologe Johann Andreas Wagner, dass es eine neue Gattung sein muss und nannte sie Dorygnathus. Ornithocephalus ist heute ein Synonym von Pterodactylus.
Es wurden zwei Arten beschrieben. Die fossilen Überreste von Dorygnathus banthensis fand man beim Kloster Banz, bei Creez in der Nähe von Bayreuth, bei Holzmaden, sowie bei Flechtorf im Landkreis Helmstedt. Dorygnathus mistelgauensis wurde bei Mistelgau, ebenfalls in der Nähe von Bayreuth ausgegraben. 
Die Tiere erreichten eine Flügelspannweite von einem Meter, die den Flügel tragenden Knochen – und somit auch die Flügel – waren relativ kurz. Der Schädel war langgestreckt, in den Kiefern steckten vorne lange, nach vorn gerichtete, gebogene Fangzähne, die bei geschlossenem Maul ineinander griffen. Im hinteren Teil des Kiefer befanden sich kleinere Zähne. Ein solches Gebiss war eine effektive Vorrichtung zum Fangen und Festhalten schlüpfriger Beute; sehr wahrscheinlich ernährte sich Dorygnathus daher von Fisch. 
Auffällig ist die verlängerte und seitlich abspreizbare fünfte Zehe. Falls sie mit einer Schwimmhaut verbunden war, könnte dies als Hilfe beim Abheben von Wellenkämmen gedient haben.